# Pars-lès-Chavanges
Pars-lès-Chavanges település Franciaországban, Aube megyében. Lakosainak száma 47 fő (2022. január 1.). Pars-lès-Chavanges Balignicourt, Braux, Chavanges, Courcelles-sur-Voire, Saint-Léger-sous-Margerie, Yèvres-le-Petit, Margerie-Hancourt és Saint-Utin községekkel határos.

## Népesség
A település népessége az elmúlt években az alábbi módon változott:
| Lakosok száma | 102  | 88   | 80   | 70   | 70   | 66   | 66   | 53   | 47   | 47   |
|               | 1968 | 1982 | 1990 | 2006 | 2013 | 2015 | 2017 | 2019 | 2020 | 2022 |